# Melese chozeba
Melese chozeba är en fjärilsart som beskrevs av Druce 1884. Melese chozeba ingår i släktet Melese och familjen björnspinnare. Inga underarter finns listade i Catalogue of Life.